# Númenor
Númenor é um lugar fictício das obras de J. R. R. Tolkien. Foi uma grande ilha ou continente situada nos Grandes Mares a oeste da Terra Média, o principal cenário dos escritos do autor, e era conhecida por ser o maior reino dos Homens. No entanto, a interrupção dos serviços de Eru Ilúvatar e rebelião contra os Valar de seus habitantes levaram à queda da ilha e morte da maioria de sua população.
O autor tinha a intenção de que Númenor fosse uma alusão à lendária Atlântida. Uma história inacabada chamada Aldarion e Erendis está definida no reino de Númenor no momento de seu apogeu, e Akallabêth resume a sua história e queda. Caso contrário, só os escritos resumidos ou abandonados de Tolkien lidam com o reino, como os apêndices de O Senhor dos Anéis e vários relatos publicados em Contos Inacabados e a série The History of Middle-earth.
Originalmente criada para ser parte de uma história de viagem no tempo, o conto da queda de Númenor foi durante algum tempo vista por Tolkien como uma conclusão para seu Silmarillion e o "Último Conto" sobre os Dias Antigos. Mais tarde, com o surgimento de O Senhor dos Anéis, tornou-se o elo entre esses dois trabalhos e uma parte importante do seu legendário.

## Nomes e títulos

Um mapa de Númenor.

O nome da ilha deriva do Quenya, uma língua Alto-Élfica criada por Tolkien e creditada por ter sido usada pelos numenoreanos em ocasiões solenes e em denominações geográficas. Literalmente Númenor, ou em plena forma Númenórë, significa tanto 'Terra-Ocidente' quanto 'Povo-Oeste', e foi muitas vezes traduzida pelo autor como Ocidentais, um nome que se lembrava de ter sido usado em um chifre no romance literário em inglês médio King Horn de uma terra ocidental desconhecida alcançada pelo mar. Após a destruição do local foi determinada por ser geralmente chamada de Atalantë, ou "Caída"; Tolkien descreveu sua invenção desta alusão adicional à Atlantis como um acidente feliz quando ele percebeu que a raiz Quenya talat- "cair" poderia ser incorporada em um nome referindo-se a Númenor, embora alguns suspeitam que o nome foi concebido como um jogo de palavras elaborado o tempo todo.
Entre as kennings do Quenya estão registradas Andor ou "Terra do Presente", que refere-se à ilha como uma dádiva do Valar aos Homens, Mar-nu-Falmar ou "Casa sobre Ondas", usada após a Queda, e Elenna ou "Guarda estrelas", que foi dada porque primeiro os Homens viajaram para que seguissem a Estrela de Eärendil e porque a ilha tinha a forma de uma estrela de cinco pontas. O último nome também foi registrado por Tolkien como Elenna-nórë e rendido "a Terra de Estrelas" ou "a terra chamado Guarda estrelas".
Tolkien também forneceu vários nomes à ilha em Adûnaico, a língua própria dos númenóreanos: Anadûnê é uma tradução de Númenor, Yôzâyan corresponde a Andor, e Akallabêth a Atalantë. Em outros escritos do autor, o rei élfico Gil-Galad chamou Númenor de "a Ilha dos Reis", e os Drúedain que habitavam-na referiam-se a ela como "a Grande Ilha".

## História
A ilha foi criada a partir do mar como um presente do Valar aos Edain, os Pais dos Homens que estavam com os Elfos de Beleriand contra Morgoth na Guerra da Ira. Númenor foi concebida para ser um "descanso após a guerra" aos Homens. No início da Segunda Era a maior parte daqueles Edain que sobreviveram a derrota de Morgoth viajaram para a ilha, navegando em navios previstos e direcionados pelos Elfos. A migração levou 50 anos e trouxe 5 000 a 10 000 homens, mulheres e crianças.
O reino foi oficialmente criado no ano de 32 da Segunda Era, e o meio-elfo Elros, filho de Eärendil, irmão de Elrond e descendente de todas as casas reais dos Elfos e dos Homens, tornou-se seu primeiro rei. Sob seu governo, e os de seus descendentes, os númenóreanos cresceram para se tornar um povo poderoso. Os primeiros navios partiram de Númenor à Terra Média no ano de 600 da Segunda Era.
Os Valar, no entanto, proibiram os numenorianos de navegar muito para Oeste, Númenor não poderia desaparecer no horizonte. Os Valar assim proibiram por medo de que eles pisassem nas Terras Imortais, cuja presença não era permitida a humanos. Por muito tempo Númenor manteve relações amistosas com os Elfos, tanto de Tol Eressëa quanto da Terra Média, inclusive auxiliando Gil-galad na Guerra dos Elfos e Sauron, que ocorreu depois da criação dos Anéis do Poder, especialmente o Um Anel. O rei Tar-Minastir e suas hostes conseguiram, junto com os elfos, derrotar Sauron temporariamente. Por essa época eles começaram a invejar a imortalidade dos Elfos e se ressentir da Interdição dos Valar, rebelando-se contra sua autoridade e procurando pela imortalidade. Tentaram compensar esse desejo mudando-se para o leste e colonizando vastas partes da Terra Média, de início amistosamente, mas depois como tiranos. Logo os númenorianos passaram a controlar um império sem rival na costa. Poucos, os chamados Fiéis, permaneceram leais aos Valar e mantendo boas relações com os Elfos.
O vigésimo quinto rei, Ar-Pharazôn, navegou até a Terra Média, e, vendo o poder de Númenor, as hostes de Sauron fugiram, mas ele se rendeu sem resistência. Foi levado a Númenor como prisioneiro, mas logo tornou-se conselheiro do rei, apresentando-se em uma forma bela que posteriormente ele não conseguiria mais assumir. Prometeu imortalidade aos númenorianos desde que estes fizessem cultos de adoração a Melkor, o Primeiro Senhor do Escuro, mestre de Sauron. Ar-Pharazôn, ludibriado por Sauron, ergueu um templo de adoração a Melkor, no qual oferecia sacrifícios humanos (os sacrificados eram os Fiéis aos Valar). Durante esta época, a Árvore Branca, Nimloth, que erguia-se nos pátios do rei, e cujo destino dizia-se estar ligado ao dos reis, foi cortada e queimada por orientações de Sauron, mas Isildur heroicamente arrancou-lhe um fruto, que daria origem à Árvore Branca de Gondor.
Temendo a morte, e também sob os conselhos de Sauron, Ar-Pharazôn construiu uma grande armada, e partiu em direção a Oeste para abrir guerra contra os Valar e tomar as Terras Imortais, alcançando a imortalidade. Sauron ficou em Númenor, rindo da tolice dos humanos. Mas, como consta em O Silmarillion, não é a Terra que faz de seus habitantes imortais, mas o contrário. Ar-Pharazôn assim pôs os pés nas praias das Terras Imortais, mas os Valar eram proibidos de tomar uma providência direta contra os Humanos, e consta que Manwë, rei dos Valar, pediu a intervenção de Eru Ilúvatar, o Deus Supremo. Foi assim que Eru intercedeu, removendo para sempre as Terras Imortais dos Círculos do Mundo. Númenor foi arrebatada por um cataclismo, afundando no mar, matando seus habitantes. O corpo de Sauron foi destruído, mas seu espírito sobreviveu, e ele a partir de então só pode assumir formas terríveis. Com o efeito da Queda de Númenor, chamada de Akallabêth, o Mundo, que antes era plano, se arredondou, tornando-se um Globo. As Terras Imortais agora só eram acessíveis a Elfos que, em barcos especiais, seguiam pela Rota Plana, o único caminho que restara para lá.
Elendil, filho do líder dos Fiéis durante o reinado de Ar-Pharazôn, seus filhos, Isildur e Anárion, e seus descendentes haviam previsto o desastre, e escaparam antes da Queda em nove barcos. Atracaram na Terra Média e fundaram os reinos de Arnor, ao Norte e Gondor, ao Sul.

## Geografia
A natureza da terra em si é mais plenamente relacionada em uma descrição da ilha de Númenor, um texto publicado em Contos Inacabados por Tolkien alega ter sido derivado a partir dos arquivos de Gondor. A ilha de Númenor localizava-se no Grande Mar, mais perto do Reino Abençoado do que a Terra Média. Seu formato lembrava o de uma estrela de cinco pontas, com cinco longas penínsulas saindo de sua região central. Este último afirma ter tido cerca de 400 quilômetros de diâmetro, e promontórios eram cada um quase do mesmo comprimento. A ilha em si foi "inclinado em direção ao sul e um pouco ao leste".

### Regiões
Númenor era dividida em seis regiões, cinco delas correspondiam aos promontórios e uma à região central.
- Forostar, as Terras do Norte: era pedregosa e a menos fértil. A maior parte da paisagem era tomada por altas charnecas descampadas, que se erguiam para colinas rochosas. As únicas árvores que cresciam eram abetos e lariços. A pedra de lá era a melhor para construções. Consta também que nessa região o céu era mais limpo, e por isso o rei Tar-Meneldur construiu lá uma torre para observar as estrelas.[11]

- Andustar, as Terras do Oeste: era uma região fértil e coberta de bosques, que na parte norte ficava rochosa. A costa ocidental era formada por penhascos, nos quais três pequenas baías se entrecortavam; muitos portos foram construídos ali, sobre a terra aos pés de colinas íngremes. A região montanhosa do norte era coberta de bosques de abetos, enquanto no sul as florestas eram de bétulas e faias nas partes altas e de olmos e carvalhos nos vales. Andustar era separado de Hyarnustar pela Baía de Eldanna, e uma pequena região que chamava-se Nísimaldar, que será vista mais adiante.[18]

- Hyarnustar, as Terras do Sul: este promontório era notável por seus grandes vinhedos e suas fazendas férteis na porção leste, que a sudoeste dava passagem a montanhas com grandes penhascos ao longo da costa. No leste estavam longas praias brancas de cascalho cinzento, com muitas vilas como Nindamos e brejos que se formavam próximo ao rio Siril.[18]

- Hyarrostar, as Terras do Sudoeste: a península mais baixa de Númenor, com longas praias, especialmente a oeste. Lá crescia uma grande variedade de árvores, e lá havia as maiores plantações para suprir a necessidade de madeira para a construção de navios.[18]

- Orrostar, as Terras do Leste: uma região mais fria, mas fértil, da ilha, erguendo-se em montanhas ao norte e se aplainava ao sul. Na região sudoeste de Orrostar estavam vastas plantações de grãos.[18]

- Mittalmar, as Terras do Interior: era a parte central de Númenor, cercada a não ser por uma pequena costa perto do Porto de Rómenna ao leste. Mittalmar ergue-se acima dos promontórios, e é uma região de gramíneas, pastos e colinas baixas com poucas árvores.[18]

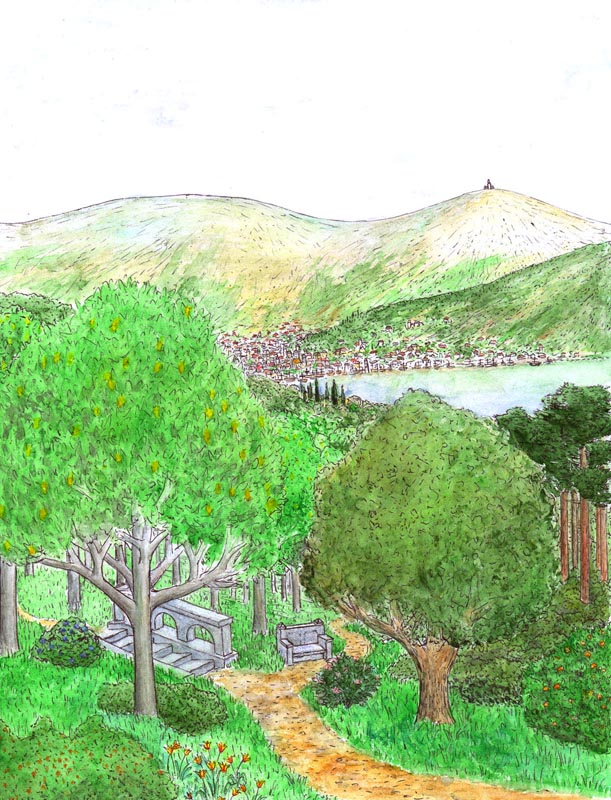
Nísimaldar.

Havia também várias outras províncias menores:
- Arandor, a Terra dos Reis: a parte leste de Mittalmar era considerada a parte do resto, e estava sob jurisdição direta do Rei. Consta que sempre foi a região mais populosa de Númenor, e ali estavam situados a capital, Armenelos e o Porto de Rómenna.[18]

- Emerië: eram as terras a sudoeste de Mittalmar com colinas verdes e onde situava-se a maior região de pastagens de ovinos. Uma parte de Emerië foi dada por Tar-Meneldur a Erendis, ex-esposa de seu filho, que foi para lá quando se separaram.[18]

- Nísimaldar: era uma região que contornava as praias orientais da Baía de Eldanna e o estuário do Rio Nunduinë. Seu nome significa Árvores Fragrantes, em referência às árvores que sempre verdes lá cresciam, e abundantemente, com suaves perfumes.[18]

### Características Naturais da Ilha
- Baía de Eldanna: era a maior e mais ocidental baía de Númenor, entre as penínsulas de Andustar e Hyarnustar. As terras em seu redor, incluindo Nísimaldar, eram as mais férteis da ilha devido à grande quantidade de chuvas. O nome Eldanna significa literalmente Na direção dos Elfos, já que estava alinhada com a ilha de Tol Eressëa.[18]

- Baía de Andúnië: era a que ficava mais ao norte das três baías que situavam-se na costa oeste de Andustar. Foi assim chamada em homenagem ao grande porto de Andúnië, localizado às suas praias orientais juntamente com outras moradias.[18]

- Tol Uinen: era uma pequena ilha situada num longo estuário entre os promontórios de Orrostar e Hyarrostar, e que os númenorianos acreditavam ter sido colocada lá pela Maia Uinen. Sobre esta ilha Aldarion construiu uma torre alta, chamada Calmindon, Torre da Luz, que aparentemente servia como farol.[11]

- Sorontil: era uma grande colina ao norte de Forostar que se erguia íngrema do mar em grandes penhascos. O nome significa, em Alto-élfico, Pico das Águias, pelo fato de que muitas águias viviam sobre suas rochas.[18]

- Oromet: era uma colina a oeste de Andustar, não muito longe de Andúnië. Sobre ela fora construída uma alta torre pelo rei Tar-Minastir, para olhar para o Oeste, na época em que crescia seu desejo pelas Terras Imortais.[16]

- Meneltarma: era uma montanha de Númenor. Seu nome significa, em Quenya, Pilar dos Céus. Era o local mais alto de Númenor, e diz-se que aqueles de melhor visão poderiam avistar Tol Eressëa de seu topo. Depois da Queda de Númenor, episódio em que a ilha submergiu, os remanescentes dos Dúnedain acreditaram que o topo de Meneltarma ainda se erguia sobre o nível do mar. Consta que a montanha se ergue suavemente do chão inicialmente, com cinco saliências longas e baixas cobertas por grama. Eram as Tarmasundar, as Raízes do Pilar, que se estendem na direção das cinco penínsulas que formam a Ilha. Depois, em direção ao topo, as encostas começam a ficar bem mais verticais, dificultando a subida. O topo de Meneltarma era plano e amplo, capaz de comportar muitas pessoas. Era considerado o local mais sagrado de Númenor, um templo a Eru Ilúvatar, e nada foi construído ali. Somente aos Reis de Númenor era permitido falar sobre seu topo, e apenas durante os festivais dedicados a Eru, que serão citados mais abaixo. As outras pessoas podiam subir, mas a sensação era tão aterradora que eles próprios sentiam-se incapazes de falar. Somente Águias moravam lá, e os númenorianos acreditavam que fora Manwë a mandá-las para vigiar. Consta que a Rainha Tar-Míriel, prevendo a destruição da ilha, tentou escalar o topo de Meneltarma para escapar do desastre, mas a grande onda a pegou antes de conseguir o feito.

- Noirinan: era um vale não muito profundo, chamado de Vale das Tumbas, que situava-se entre as bases sudoeste e sudeste da Meneltarma. Lá estavam os túmulos dos reis e rainhas, que jaziam em câmaras cortadas nas rochas da montanha.[18]

- Siril: era o maior rio de Númenor, começando em Noirinan sob a Meneltarma e seguindo para o sul, desaguando no mar, perto de Nindamos. Na região de Mittalmar o Siril corria rápido, mas no seu baixo curso ele se alargava e perdia velocidade, acabando num delta pantanoso. Os caminhos de sua foz serpenteavam, correndo através de regiões arenosas e dispersando-se em várias lagoas.[18]

- Nunduinë: era um rio a oeste da ilha, correndo através de Mittalmar e desaguando no Mar em Eldalondë. Num ponto baixo de seu curso ele formava o Nísinen e fluía através da região das Nísimaldar.[18]

- Nísinen: era um lago formado pelo rio Nunduinë pouco antes de ele desaguar no mar. O nome significa Água Fragrante, devido à abundância de flores e arbustos cheirosos que cresciam lá perto.[18]

### Cidades e Portos
- Armenelos: era a capital e posteriormente a maior cidade de Númenor, chamada Armenelos, a Dourada em Quenya e Arminalêth em Adûnaico, e também de Cidade dos Reis. Situava-se perto do centro de Arandor, perto da Meneltarma. Armenelos abrigava o Palácio Real, a Casa do Rei e lá fora construída uma torre alta por Elros, e lá Nimloth, a Árvore Branca de Númenor foi plantada por Tar-Aldarion. Durante o reino de Ar-Pharazôn um templo gigante dedicado a Morgoth foi erguido lá. Era circular, ocultando a antiga torre de Elros, e tinha mais de quinhentos pés de diâmetro, assim como sua cornija, sobre a qual havia um domo prateado. Nesse domo havia uma abertura da qual subia fumaça de muitos sacríficios, manchando a prata logo após ter sido concluído o domo.

- Andúnie: era um porto localizado na Baía de mesmo nome em Andustar, e inicialmente era a cidade mais importante de Númenor, já que lá a maioria dos barcos dos elfos atracava, vindos de Tol Eressëa. Seu nome significa Pôr-do-sol em Quenya. Valandil, descendente de Elros foi o primeiro com o título de Senhor de Andúnië, e apesar de seus sucessores terem sido os líderes dos Fiéis, aqueles que se mantiveram leais a Eru Ilúvatar e que eram tratados em certa época da história de Númenor como escória, ainda participavam de forma importante nas políticas de Númenor. Entretanto, quando a Sombra caiu sobre Númenor, Armenelos tornou-se mais importante que Andúnië.

- Rómenna: era um grande porto situado no grande estuário nas praias do leste de Númenor. Sendo mais perto do centro do que os outros portos, cresceu gradualmente conforme sua importância na construção de navios e navegação aumentava. O nome significa, em Quenya, na direção do Leste, devido ao fato de que a maioria dos portos com destino à Terra Média partiam daí.

- Eldalondë: era um porto na costa oeste de Númenor, onde o Rio Nunduinë desaguava na Baía de Eldanna. Seu nome, traduzido como Porto Élfico, também era chamado de Eldalondë, o Verde. Foi o primeiro porto pelo qual os elfos chegavam de Tol Eressëa, antes que sua relação com os númenorianos esfriasse. Eldalondë ficava na região das Nísimaldar, e era descrito como o "mais belo dos portos de Númenor", comparado inclusive pelos elfos com uma cidade em Eressëa.

- Nindamos: era a maior das vilas de pescadores em torno do delta do Rio Siril em Hyarrostar. Como as outras vilas, situava-se "nas terras firmes entre os alagados e lagoas".

- Almaida: era um porto que, segundo Christopher Tolkien, aparecia no mapa de Númenor feito por seu pai. Era localizado na "Baía de Andúnië, não longe do oeste da própria Andúnië"; Christopher Tolkien também expressou sua incerteza quanto à correta forma de escrever o nome.

- Ondosto: era uma cidade em Forostar, associada às pedreiras da região. Seu nome significa "Cidade de pedra" em Quenya.

- Hyarastorni: era o reino de Hallacar, um descendente de Elros, situado na parte interior de Mittalmar. No índice dos Contos Inacabados, Christopher Tolkien chama Hyarastorni de "terras" mas o conto de Aldarion e Erendis dá a impressão de que era mais um assentamento autônomo na região de Emerië.

## Flora e Fauna
A fauna e a flora de Númenor é descrita como abundante e diversa, com muitas espécies únicas de cada região. Além disso, a ilha tinha espécies endêmicas que não eram vistas na Terra Média, muitas delas trazidas pelos Valar através dos Elfos de Aman. A mais famosa árvore é a Árvore Braca, Nimloth, que crescia no pátido do Rei em Armenelos e é a ancestral da árvore branca de Gondor. Outras árvores cresciam na região das Nísimaldar (veja o nome e a descrição delas no artigo Árvores de Tolkien).
A maioria dos animais em Númenor era composta por aves-marinhas, e a pesca era a principal fonte de alimento de seus habitantes, já que mantinham amizade com os animais terrestres. Das espécies únicas só se conhecem os Kirinki, um passarinho de penas vermelhas e as Grandes Águias, presentes em muitas obras do autor.

## Cultura

### Sociedade e língua
Os habitantes de Númenor, chamados normalmente de númenorianos ou Homens do Oeste, eram descendentes dos Edain, um grupo de Humanos que vivia no nordeste da Terra Média e tornaram-se a raça mortal mais culturalmente avançada. Depois de sua chegada à ilha, seus conhecimentos e habilidades foram desenvolvidos pelos ensinamentos dos Valar e dos Elfos de Tol Eressëa.
A maioria dos númenorianos descendia do Povo de Hador, sendo loiros de olhos azuis. Aqueles que viviam no ocidente da ilha, especialmente em Andustar, descendiam em sua maioria do Povo de Bëor, tendo a pele morena e olhos cinzentos. Poucos remanescentes do Povo de Haleth foi para Númenor, acompanhados por várias famílias de Drúedain. Esses últimos voltaram para a Terra Média com o tempo.
Por causa disso, a língua dos númenorianos — o Adûnaico — derivou principalmente da fala dos Hadorianos. De acordo com alguns escritos de Tolkien, os descendentes do povo de Bëor falavam uma forma de Adûnaico com sotaque, enquanto os outros deixaram de usar suas línguas antes mesmo de chegar na ilha, usando o Élfico-cinzento como seu idioma usual. Em todos os textos, no entanto, consta que a maioria dos númenorianos sabia o Élfico-cinzento, ou Sindarin, e era muito usado pela nobreza, que também conhecia o Alto-élfico, ou Quenya, que empregavam em documentos oficiais, trabalhos artísticos e em nomes. Essa situação mudou quando a amizade com os elfos terminou. O uso das línguas élficas declinou, até que o rei Ar-Adûnakhôr proibiu seu uso, e o conhecimento dessas línguas só foi preservado pelos Fiéis, os que não se rebelaram contra os Valar.
Os númenorianos eram extremamente competentes nas artes e nos trabalhos manuais, mas era nos barcos e instrumentos marítimos que mais se destacavam. Eram grandes marinheiros, explorando todas as direções no mar, exceto o Oeste, devido à Interdição dos Valar. Freqüentemente viajavam às praias da Terra Média, onde ensinavam os que lá viviam, inclusive ensinando-lhes o cultivo, de forma a facilitar suas vidas.
Os númenorianos também eram competentes na criação de cavalos, que cavalgavam por sobre as amplas planícies em Mittalmar. Embora fossem um povo pacífico, suas armas, armaduras e habilidades de montaria só poderiam encontrar resistência nas hostes dos Valar dentro de Arda.

### Tradições
Antes da vinda da Sombra, os numenorianos mantinham várias tradições relacionadas à sua fé em Eru Ilúvatar e ao seu respeito pelos Valar. É importante o hábito de se colocar um ramo de Oiolairë na proa dos navios que partiam, e também as cerimônias em que o Cetro Real era passado ao sucessor quando o Rei se deitava para morrer.
As mais importantes tradições eram as Três Preces, nas quais muitos numenorianos subiam ao topo da Meneltarma e o Rei fazia suas preces a Eru. Eram elas:
- Erukyermë (Prece a Eru): feita no início da Primavera, era a prece por um bom ano;
- Erulaitalë (Louvor a Eru): feito no meio do Verão, era a prece por uma boa colheita;
- Eruhantalë (Agradecimento a Eru): feito no fim do Outono, era o agradecimento pela boa colheita.

## Governantes
| #     | Nome em Quenya                             | Nome em Adûnaico | Nascimento e morte (S.E.) | Reinado (S.E.) |
| ----- | ------------------------------------------ | ---------------- | ------------------------- | -------------- |
| I     | Elros Tar-Minyatur                         | Gimilzôr¹        | 58 antes da SE - 442      | 32-442         |
| II    | Vardamir Nólimon²                          | Zimravrati¹      | 61-471                    | 442            |
| III   | Tar-Amandil                                | Ar-Aphanuzîr¹    | 192-603                   | 442-590        |
| IV    | Tar-Elendil                                | Ar-Gimilzîr¹     | 350-751                   | 590-740        |
| V     | Tar-Meneldur Irimon³                       | Ar-Minûlzûr¹     | 543-942                   | 740-883        |
| VI    | Tar-Aldarion Anardil                       | -                | 700-1098                  | 883-1075       |
| VII   | Tar-Ancalimë (primeira Rainha Governante)  | -                | 873-1285                  | 1075-1280      |
| VIII  | Tar-Anárion                                | -                | 1003-1404                 | 1280-1394      |
| IX    | Tar-Súrion                                 | -                | 1174-1574                 | 1394-1556      |
| X     | Tar-Telperiën (segunda Rainha Governante)  | -                | 1320-1731                 | 1556-1731      |
| XI    | Tar-Minastir                               | -                | 1474-1873                 | 1731-1869      |
| XII   | Tar-Ciryatan                               | Ar-Balkumagan¹   | 1634-2035                 | 1869-2029      |
| XIII  | Tar-Atanamir, o Grande                     | -                | 1800-2221                 | 2029-2221      |
| XIV   | Tar-Ancalimon                              | -                | 1986-2386                 | 2221-2386      |
| XV    | Tar-Telemmaitë                             | -                | 2136-2526                 | 2386-2526      |
| XVI   | Tar-Vanimeldë (terceira Rainha Governante) | -                | 2277-2637                 | 2526-2637      |
| -     | *Herucalmo Tar-Anducal4                    | -                | -                         | 2637-2657      |
| XVII  | Tar-Alcarin                                | -                | 2406-2737                 | 2657-2737      |
| XVIII | Tar-Calmacil                               | Ar-Belzagar      | 2516-2825                 | 2737-2825      |
| XIX   | Tar-Ardamin5                               | Ar-Abattarîk     | 2618-2899                 | 2825-2899      |
| XX    | Tar-Herunúmen                              | Ar-Adûnakhôr     | 2709-2962                 | 2899-2962      |
| XXI   | Tar-Hostamir                               | Ar-Zimrathôn     | 2798-3033                 | 2962-3033      |
| XXII  | Tar-Falassion                              | Ar-Sakalthôr     | 2876-3102                 | 3033-3102      |
| XXIII | Tar-Telemnar                               | Ar-Gimilzôr      | 2960-3177                 | 3102-3177      |
| XXIV  | Tar-Palantir                               | Ar-Inziladûn     | 3035-3255                 | 3177-3255      |
| -     | *Tar-Míriel6                               | Ar-Zimraphel     | 3117-3319                 | n/a            |
| XXV   | Tar-Calion                                 | Ar-Pharazôn      | 3118-3319                 | 3255-3319      |

Durante o Reinado de Ar-Pharazôn (Tar-Calion) o reino de Númenor foi engolido pelas águas e inteiramente destruído. Apenas nove navios escaparam da destruição, e nesses navios estavam Elendil e seus filhos. Elendil foi considerado o Rei dos descendentes de númenor nas Terras do Exílio (Terra-Média).
¹ Tar-Calmacil foi o primeiro a utilizar oficialmente o nome em Adûnaico. Aparentemente a nobreza não falava Adûnaico nos primeiros séculos. Tais nomes dos precedentes de Calmacil foram inventados posteriormente, quando os númenorianos distanciaram-se dos elfos.
² Vardamir abdicou o trono em favor de seu filho sem tomar o poder após a morte de seu pai. Porém ele é contado como segundo rei, com reinado simbólico de 1 ano.
³ A irmã mais velha de Tar-Meneldur, Silmariën teria sido a primeira Rainha Governante se a lei de sucessão naquele tempo assim permitisse. Ela deu origem à casa dos Senhores do Andunië, à qual Elendil pertence.
4 Usurpador, não é contado como rei de direito.
5 Tar-Ardamanin não está listado em O Senhor dos Anéis, mas aparece nos Contos Inacabados. No Apêndice A de O Senhor dos Anéis, Tar-Calmacil foi sucedido por Ar-Adûnakhôr.
6 Como filha mais velha de Tar Palantir Miriel era a rainha de direito de acordo com as novas leis de sucessão vigentes desde o reinado de Tar-Aldarion, mas foi obrigada a abdicar em favor de seu primo, Ar-Pharazôn, que usurpou o trono.

## Árvore genealógica dos Reis de Númenor
|  |  |                              |                              |                              |                              |                              |                              |  |  |  |  |                              |                              |                              |                              |                              |                              | Elros Tar-Minyatur P.E. 525 - S.E. 442 |                             |                             |                             |                               |                           |                           |                           |                           |                           |                            |                            |                            |                            |                            |                            |                     |                     |                     |                     |  |  |  |  |  |  |  |  |  |  |  |  |  |  |  |  |  |  |  |  |  |  |  |  |  |  |  |  |  |  |  |  |  |  |  |  |  |  |  |  |  |  |
|  |  |                              |                              |                              |                              |                              |                              |  |  |  |  |                              |                              |                              |                              |                              |                              |                                        |                             |                             |                             |                               |                           |                           |                           |                           |                           |                            |                            |                            |                            |                            |                            |                     |                     |                     |                     |  |  |  |  |  |  |  |  |  |  |  |  |  |  |  |  |  |  |  |  |  |  |  |  |  |  |  |  |  |  |  |  |  |  |  |  |  |  |  |  |  |  |
|  |  |                              |                              |                              |                              |                              |                              |  |  |  |  |                              |                              |                              |                              |                              |                              |                                        |                             |                             |                             |                               |                           |                           |                           |                           |                           |                            |                            |                            |                            |                            |                            |                     |                     |                     |                     |  |  |  |  |  |  |  |  |  |  |  |  |  |  |  |  |  |  |  |  |  |  |  |  |  |  |  |  |  |  |  |  |  |  |  |  |  |  |  |  |  |  |
|  |  | Vardamir Nólimon S.E. 61-471 | Vardamir Nólimon S.E. 61-471 | Vardamir Nólimon S.E. 61-471 | Vardamir Nólimon S.E. 61-471 | Vardamir Nólimon S.E. 61-471 | Vardamir Nólimon S.E. 61-471 |  |  |  |  | Tindómiel                    | Tindómiel                    | Tindómiel                    | Tindómiel                    | Tindómiel                    | Tindómiel                    |                                        |                             |                             |                             | Manwendil                     | Manwendil                 | Manwendil                 | Manwendil                 | Manwendil                 | Manwendil                 |                            |                            |                            |                            | Atanalcar                  | Atanalcar                  | Atanalcar           | Atanalcar           | Atanalcar           | Atanalcar           |  |  |  |  |  |  |  |  |  |  |  |  |  |  |  |  |  |  |  |  |  |  |  |  |  |  |  |  |  |  |  |  |  |  |  |  |  |  |  |  |  |  |
|  |  | Vardamir Nólimon S.E. 61-471 | Vardamir Nólimon S.E. 61-471 | Vardamir Nólimon S.E. 61-471 | Vardamir Nólimon S.E. 61-471 | Vardamir Nólimon S.E. 61-471 | Vardamir Nólimon S.E. 61-471 |  |  |  |  | Tindómiel                    | Tindómiel                    | Tindómiel                    | Tindómiel                    | Tindómiel                    | Tindómiel                    |                                        |                             |                             |                             | Manwendil                     | Manwendil                 | Manwendil                 | Manwendil                 | Manwendil                 | Manwendil                 |                            |                            |                            |                            | Atanalcar                  | Atanalcar                  | Atanalcar           | Atanalcar           | Atanalcar           | Atanalcar           |  |  |  |  |  |  |  |  |  |  |  |  |  |  |  |  |  |  |  |  |  |  |  |  |  |  |  |  |  |  |  |  |  |  |  |  |  |  |  |  |  |  |
|  |  |                              |                              |                              |                              |                              |                              |  |  |  |  |                              |                              |                              |                              |                              |                              |                                        |                             |                             |                             |                               |                           |                           |                           |                           |                           |                            |                            |                            |                            |                            |                            |                     |                     |                     |                     |  |  |  |  |  |  |  |  |  |  |  |  |  |  |  |  |  |  |  |  |  |  |  |  |  |  |  |  |  |  |  |  |  |  |  |  |  |  |  |  |  |  |
|  |  | Tar-Amandil S.E. 192-603     | Tar-Amandil S.E. 192-603     | Tar-Amandil S.E. 192-603     | Tar-Amandil S.E. 192-603     | Tar-Amandil S.E. 192-603     | Tar-Amandil S.E. 192-603     |  |  |  |  | Vardilmë S.E. 203-?          | Vardilmë S.E. 203-?          | Vardilmë S.E. 203-?          | Vardilmë S.E. 203-?          | Vardilmë S.E. 203-?          | Vardilmë S.E. 203-?          |                                        |                             |                             |                             | Aulendil S.E. 213-?           | Aulendil S.E. 213-?       | Aulendil S.E. 213-?       | Aulendil S.E. 213-?       | Aulendil S.E. 213-?       | Aulendil S.E. 213-?       |                            |                            |                            |                            | Nolondil S.E. 222-?        | Nolondil S.E. 222-?        | Nolondil S.E. 222-? | Nolondil S.E. 222-? | Nolondil S.E. 222-? | Nolondil S.E. 222-? |  |  |  |  |  |  |  |  |  |  |  |  |  |  |  |  |  |  |  |  |  |  |  |  |  |  |  |  |  |  |  |  |  |  |  |  |  |  |  |  |  |  |
|  |  | Tar-Amandil S.E. 192-603     | Tar-Amandil S.E. 192-603     | Tar-Amandil S.E. 192-603     | Tar-Amandil S.E. 192-603     | Tar-Amandil S.E. 192-603     | Tar-Amandil S.E. 192-603     |  |  |  |  | Vardilmë S.E. 203-?          | Vardilmë S.E. 203-?          | Vardilmë S.E. 203-?          | Vardilmë S.E. 203-?          | Vardilmë S.E. 203-?          | Vardilmë S.E. 203-?          |                                        |                             |                             |                             | Aulendil S.E. 213-?           | Aulendil S.E. 213-?       | Aulendil S.E. 213-?       | Aulendil S.E. 213-?       | Aulendil S.E. 213-?       | Aulendil S.E. 213-?       |                            |                            |                            |                            | Nolondil S.E. 222-?        | Nolondil S.E. 222-?        | Nolondil S.E. 222-? | Nolondil S.E. 222-? | Nolondil S.E. 222-? | Nolondil S.E. 222-? |  |  |  |  |  |  |  |  |  |  |  |  |  |  |  |  |  |  |  |  |  |  |  |  |  |  |  |  |  |  |  |  |  |  |  |  |  |  |  |  |  |  |
|  |  |                              |                              |                              |                              |                              |                              |  |  |  |  |                              |                              |                              |                              |                              |                              |                                        |                             |                             |                             |                               |                           |                           |                           |                           |                           |                            |                            |                            |                            |                            |                            |                     |                     |                     |                     |  |  |  |  |  |  |  |  |  |  |  |  |  |  |  |  |  |  |  |  |  |  |  |  |  |  |  |  |  |  |  |  |  |  |  |  |  |  |  |  |  |  |
|  |  | Tar-Elendil S.E. 350-751     | Tar-Elendil S.E. 350-751     | Tar-Elendil S.E. 350-751     | Tar-Elendil S.E. 350-751     | Tar-Elendil S.E. 350-751     | Tar-Elendil S.E. 350-751     |  |  |  |  | Eärendur S.E. 361-?          | Eärendur S.E. 361-?          | Eärendur S.E. 361-?          | Eärendur S.E. 361-?          | Eärendur S.E. 361-?          | Eärendur S.E. 361-?          |                                        |                             |                             |                             | Mairen S.E. 377-?             | Mairen S.E. 377-?         | Mairen S.E. 377-?         | Mairen S.E. 377-?         | Mairen S.E. 377-?         | Mairen S.E. 377-?         |                            |                            |                            |                            |                            |                            |                     |                     |                     |                     |  |  |  |  |  |  |  |  |  |  |  |  |  |  |  |  |  |  |  |  |  |  |  |  |  |  |  |  |  |  |  |  |  |  |  |  |  |  |  |  |  |  |
|  |  | Tar-Elendil S.E. 350-751     | Tar-Elendil S.E. 350-751     | Tar-Elendil S.E. 350-751     | Tar-Elendil S.E. 350-751     | Tar-Elendil S.E. 350-751     | Tar-Elendil S.E. 350-751     |  |  |  |  | Eärendur S.E. 361-?          | Eärendur S.E. 361-?          | Eärendur S.E. 361-?          | Eärendur S.E. 361-?          | Eärendur S.E. 361-?          | Eärendur S.E. 361-?          |                                        |                             |                             |                             | Mairen S.E. 377-?             | Mairen S.E. 377-?         | Mairen S.E. 377-?         | Mairen S.E. 377-?         | Mairen S.E. 377-?         | Mairen S.E. 377-?         |                            |                            |                            |                            |                            |                            |                     |                     |                     |                     |  |  |  |  |  |  |  |  |  |  |  |  |  |  |  |  |  |  |  |  |  |  |  |  |  |  |  |  |  |  |  |  |  |  |  |  |  |  |  |  |  |  |
|  |  |                              |                              |                              |                              |                              |                              |  |  |  |  |                              |                              |                              |                              |                              |                              |                                        |                             |                             |                             |                               |                           |                           |                           |                           |                           |                            |                            |                            |                            |                            |                            |                     |                     |                     |                     |  |  |  |  |  |  |  |  |  |  |  |  |  |  |  |  |  |  |  |  |  |  |  |  |  |  |  |  |  |  |  |  |  |  |  |  |  |  |  |  |  |  |
|  |  | Silmariën S.E. 521-?         | Silmariën S.E. 521-?         | Silmariën S.E. 521-?         | Silmariën S.E. 521-?         | Silmariën S.E. 521-?         | Silmariën S.E. 521-?         |  |  |  |  | Isilmë S.E. 532-?            | Isilmë S.E. 532-?            | Isilmë S.E. 532-?            | Isilmë S.E. 532-?            | Isilmë S.E. 532-?            | Isilmë S.E. 532-?            |                                        |                             |                             |                             | Tar-Meneldur S.E. 543-942     | Tar-Meneldur S.E. 543-942 | Tar-Meneldur S.E. 543-942 | Tar-Meneldur S.E. 543-942 | Tar-Meneldur S.E. 543-942 | Tar-Meneldur S.E. 543-942 |                            |                            |                            |                            |                            |                            |                     |                     |                     |                     |  |  |  |  |  |  |  |  |  |  |  |  |  |  |  |  |  |  |  |  |  |  |  |  |  |  |  |  |  |  |  |  |  |  |  |  |  |  |  |  |  |  |
|  |  | Silmariën S.E. 521-?         | Silmariën S.E. 521-?         | Silmariën S.E. 521-?         | Silmariën S.E. 521-?         | Silmariën S.E. 521-?         | Silmariën S.E. 521-?         |  |  |  |  | Isilmë S.E. 532-?            | Isilmë S.E. 532-?            | Isilmë S.E. 532-?            | Isilmë S.E. 532-?            | Isilmë S.E. 532-?            | Isilmë S.E. 532-?            |                                        |                             |                             |                             | Tar-Meneldur S.E. 543-942     | Tar-Meneldur S.E. 543-942 | Tar-Meneldur S.E. 543-942 | Tar-Meneldur S.E. 543-942 | Tar-Meneldur S.E. 543-942 | Tar-Meneldur S.E. 543-942 |                            |                            |                            |                            |                            |                            |                     |                     |                     |                     |  |  |  |  |  |  |  |  |  |  |  |  |  |  |  |  |  |  |  |  |  |  |  |  |  |  |  |  |  |  |  |  |  |  |  |  |  |  |  |  |  |  |
|  |  |                              |                              |                              |                              |                              |                              |  |  |  |  |                              |                              |                              |                              |                              |                              |                                        |                             |                             |                             |                               |                           |                           |                           |                           |                           |                            |                            |                            |                            |                            |                            |                     |                     |                     |                     |  |  |  |  |  |  |  |  |  |  |  |  |  |  |  |  |  |  |  |  |  |  |  |  |  |  |  |  |  |  |  |  |  |  |  |  |  |  |  |  |  |  |
|  |  | Tar-Aldarion S.E. 700-1098   | Tar-Aldarion S.E. 700-1098   | Tar-Aldarion S.E. 700-1098   | Tar-Aldarion S.E. 700-1098   | Tar-Aldarion S.E. 700-1098   | Tar-Aldarion S.E. 700-1098   |  |  |  |  | Ailenel S.E. 712-?           | Ailenel S.E. 712-?           | Ailenel S.E. 712-?           | Ailenel S.E. 712-?           | Ailenel S.E. 712-?           | Ailenel S.E. 712-?           |                                        |                             |                             |                             | Almiel S.E. 729-?             | Almiel S.E. 729-?         | Almiel S.E. 729-?         | Almiel S.E. 729-?         | Almiel S.E. 729-?         | Almiel S.E. 729-?         |                            |                            |                            |                            |                            |                            |                     |                     |                     |                     |  |  |  |  |  |  |  |  |  |  |  |  |  |  |  |  |  |  |  |  |  |  |  |  |  |  |  |  |  |  |  |  |  |  |  |  |  |  |  |  |  |  |
|  |  | Tar-Aldarion S.E. 700-1098   | Tar-Aldarion S.E. 700-1098   | Tar-Aldarion S.E. 700-1098   | Tar-Aldarion S.E. 700-1098   | Tar-Aldarion S.E. 700-1098   | Tar-Aldarion S.E. 700-1098   |  |  |  |  | Ailenel S.E. 712-?           | Ailenel S.E. 712-?           | Ailenel S.E. 712-?           | Ailenel S.E. 712-?           | Ailenel S.E. 712-?           | Ailenel S.E. 712-?           |                                        |                             |                             |                             | Almiel S.E. 729-?             | Almiel S.E. 729-?         | Almiel S.E. 729-?         | Almiel S.E. 729-?         | Almiel S.E. 729-?         | Almiel S.E. 729-?         |                            |                            |                            |                            |                            |                            |                     |                     |                     |                     |  |  |  |  |  |  |  |  |  |  |  |  |  |  |  |  |  |  |  |  |  |  |  |  |  |  |  |  |  |  |  |  |  |  |  |  |  |  |  |  |  |  |
|  |  | Tar-Ancalimë S.E. 873-1285   |                              |                              |                              |                              |                              |  |  |  |  |                              |                              |                              |                              |                              |                              |                                        |                             |                             |                             |                               |                           |                           |                           |                           |                           |                            |                            |                            |                            |                            |                            |                     |                     |                     |                     |  |  |  |  |  |  |  |  |  |  |  |  |  |  |  |  |  |  |  |  |  |  |  |  |  |  |  |  |  |  |  |  |  |  |  |  |  |  |  |  |  |  |
|  |  |                              |                              |                              |                              |                              |                              |  |  |  |  |                              |                              |                              |                              |                              |                              |                                        |                             |                             |                             |                               |                           |                           |                           |                           |                           |                            |                            |                            |                            |                            |                            |                     |                     |                     |                     |  |  |  |  |  |  |  |  |  |  |  |  |  |  |  |  |  |  |  |  |  |  |  |  |  |  |  |  |  |  |  |  |  |  |  |  |  |  |  |  |  |  |
|  |  | Tar-Anárion S.E. 1003-1404   |                              |                              |                              |                              |                              |  |  |  |  |                              |                              |                              |                              |                              |                              |                                        |                             |                             |                             |                               |                           |                           |                           |                           |                           |                            |                            |                            |                            |                            |                            |                     |                     |                     |                     |  |  |  |  |  |  |  |  |  |  |  |  |  |  |  |  |  |  |  |  |  |  |  |  |  |  |  |  |  |  |  |  |  |  |  |  |  |  |  |  |  |  |
|  |  |                              |                              |                              |                              |                              |                              |  |  |  |  |                              |                              |                              |                              |                              |                              |                                        |                             |                             |                             |                               |                           |                           |                           |                           |                           |                            |                            |                            |                            |                            |                            |                     |                     |                     |                     |  |  |  |  |  |  |  |  |  |  |  |  |  |  |  |  |  |  |  |  |  |  |  |  |  |  |  |  |  |  |  |  |  |  |  |  |  |  |  |  |  |  |
|  |  |                              |                              |                              |                              |                              |                              |  |  |  |  |                              |                              |                              |                              |                              |                              |                                        |                             |                             |                             |                               |                           |                           |                           |                           |                           |                            |                            |                            |                            |                            |                            |                     |                     |                     |                     |  |  |  |  |  |  |  |  |  |  |  |  |  |  |  |  |  |  |  |  |  |  |  |  |  |  |  |  |  |  |  |  |  |  |  |  |  |  |  |  |  |  |
|  |  | Filha                        | Filha                        | Filha                        | Filha                        | Filha                        | Filha                        |  |  |  |  | Filha                        | Filha                        | Filha                        | Filha                        | Filha                        | Filha                        |                                        |                             |                             |                             | Tar-Súrion S.E. 1174-1574     | Tar-Súrion S.E. 1174-1574 | Tar-Súrion S.E. 1174-1574 | Tar-Súrion S.E. 1174-1574 | Tar-Súrion S.E. 1174-1574 | Tar-Súrion S.E. 1174-1574 |                            |                            |                            |                            |                            |                            |                     |                     |                     |                     |  |  |  |  |  |  |  |  |  |  |  |  |  |  |  |  |  |  |  |  |  |  |  |  |  |  |  |  |  |  |  |  |  |  |  |  |  |  |  |  |  |  |
|  |  | Filha                        | Filha                        | Filha                        | Filha                        | Filha                        | Filha                        |  |  |  |  | Filha                        | Filha                        | Filha                        | Filha                        | Filha                        | Filha                        |                                        |                             |                             |                             | Tar-Súrion S.E. 1174-1574     | Tar-Súrion S.E. 1174-1574 | Tar-Súrion S.E. 1174-1574 | Tar-Súrion S.E. 1174-1574 | Tar-Súrion S.E. 1174-1574 | Tar-Súrion S.E. 1174-1574 |                            |                            |                            |                            |                            |                            |                     |                     |                     |                     |  |  |  |  |  |  |  |  |  |  |  |  |  |  |  |  |  |  |  |  |  |  |  |  |  |  |  |  |  |  |  |  |  |  |  |  |  |  |  |  |  |  |
|  |  |                              |                              |                              |                              |                              |                              |  |  |  |  |                              |                              |                              |                              |                              |                              |                                        |                             |                             |                             |                               |                           |                           |                           |                           |                           |                            |                            |                            |                            |                            |                            |                     |                     |                     |                     |  |  |  |  |  |  |  |  |  |  |  |  |  |  |  |  |  |  |  |  |  |  |  |  |  |  |  |  |  |  |  |  |  |  |  |  |  |  |  |  |  |  |
|  |  |                              |                              |                              |                              |                              |                              |  |  |  |  | Tar-Telperiën S.E. 1320-1731 | Tar-Telperiën S.E. 1320-1731 | Tar-Telperiën S.E. 1320-1731 | Tar-Telperiën S.E. 1320-1731 | Tar-Telperiën S.E. 1320-1731 | Tar-Telperiën S.E. 1320-1731 |                                        |                             |                             |                             | Isilmo                        | Isilmo                    | Isilmo                    | Isilmo                    | Isilmo                    | Isilmo                    |                            |                            |                            |                            |                            |                            |                     |                     |                     |                     |  |  |  |  |  |  |  |  |  |  |  |  |  |  |  |  |  |  |  |  |  |  |  |  |  |  |  |  |  |  |  |  |  |  |  |  |  |  |  |  |  |  |
|  |  |                              |                              |                              |                              |                              |                              |  |  |  |  | Tar-Telperiën S.E. 1320-1731 | Tar-Telperiën S.E. 1320-1731 | Tar-Telperiën S.E. 1320-1731 | Tar-Telperiën S.E. 1320-1731 | Tar-Telperiën S.E. 1320-1731 | Tar-Telperiën S.E. 1320-1731 |                                        |                             |                             |                             | Isilmo                        | Isilmo                    | Isilmo                    | Isilmo                    | Isilmo                    | Isilmo                    |                            |                            |                            |                            |                            |                            |                     |                     |                     |                     |  |  |  |  |  |  |  |  |  |  |  |  |  |  |  |  |  |  |  |  |  |  |  |  |  |  |  |  |  |  |  |  |  |  |  |  |  |  |  |  |  |  |
|  |  |                              |                              |                              |                              |                              |                              |  |  |  |  |                              |                              |                              |                              |                              |                              |                                        |                             |                             |                             | Tar-Minastir S.E. 1474-1873   |                           |                           |                           |                           |                           |                            |                            |                            |                            |                            |                            |                     |                     |                     |                     |  |  |  |  |  |  |  |  |  |  |  |  |  |  |  |  |  |  |  |  |  |  |  |  |  |  |  |  |  |  |  |  |  |  |  |  |  |  |  |  |  |  |
|  |  |                              |                              |                              |                              |                              |                              |  |  |  |  |                              |                              |                              |                              |                              |                              |                                        |                             |                             |                             |                               |                           |                           |                           |                           |                           |                            |                            |                            |                            |                            |                            |                     |                     |                     |                     |  |  |  |  |  |  |  |  |  |  |  |  |  |  |  |  |  |  |  |  |  |  |  |  |  |  |  |  |  |  |  |  |  |  |  |  |  |  |  |  |  |  |
|  |  |                              |                              |                              |                              |                              |                              |  |  |  |  |                              |                              |                              |                              |                              |                              |                                        |                             |                             |                             | Tar-Ciryatan S.E. 1634-2035   |                           |                           |                           |                           |                           |                            |                            |                            |                            |                            |                            |                     |                     |                     |                     |  |  |  |  |  |  |  |  |  |  |  |  |  |  |  |  |  |  |  |  |  |  |  |  |  |  |  |  |  |  |  |  |  |  |  |  |  |  |  |  |  |  |
|  |  |                              |                              |                              |                              |                              |                              |  |  |  |  |                              |                              |                              |                              |                              |                              |                                        |                             |                             |                             |                               |                           |                           |                           |                           |                           |                            |                            |                            |                            |                            |                            |                     |                     |                     |                     |  |  |  |  |  |  |  |  |  |  |  |  |  |  |  |  |  |  |  |  |  |  |  |  |  |  |  |  |  |  |  |  |  |  |  |  |  |  |  |  |  |  |
|  |  |                              |                              |                              |                              |                              |                              |  |  |  |  |                              |                              |                              |                              |                              |                              |                                        |                             |                             |                             | Tar-Atanamir S.E. 1800-2221   |                           |                           |                           |                           |                           |                            |                            |                            |                            |                            |                            |                     |                     |                     |                     |  |  |  |  |  |  |  |  |  |  |  |  |  |  |  |  |  |  |  |  |  |  |  |  |  |  |  |  |  |  |  |  |  |  |  |  |  |  |  |  |  |  |
|  |  |                              |                              |                              |                              |                              |                              |  |  |  |  |                              |                              |                              |                              |                              |                              |                                        |                             |                             |                             |                               |                           |                           |                           |                           |                           |                            |                            |                            |                            |                            |                            |                     |                     |                     |                     |  |  |  |  |  |  |  |  |  |  |  |  |  |  |  |  |  |  |  |  |  |  |  |  |  |  |  |  |  |  |  |  |  |  |  |  |  |  |  |  |  |  |
|  |  |                              |                              |                              |                              |                              |                              |  |  |  |  |                              |                              |                              |                              |                              |                              |                                        |                             |                             |                             | Tar-Ancalimon S.E. 1986-2386  |                           |                           |                           |                           |                           |                            |                            |                            |                            |                            |                            |                     |                     |                     |                     |  |  |  |  |  |  |  |  |  |  |  |  |  |  |  |  |  |  |  |  |  |  |  |  |  |  |  |  |  |  |  |  |  |  |  |  |  |  |  |  |  |  |
|  |  |                              |                              |                              |                              |                              |                              |  |  |  |  |                              |                              |                              |                              |                              |                              |                                        |                             |                             |                             |                               |                           |                           |                           |                           |                           |                            |                            |                            |                            |                            |                            |                     |                     |                     |                     |  |  |  |  |  |  |  |  |  |  |  |  |  |  |  |  |  |  |  |  |  |  |  |  |  |  |  |  |  |  |  |  |  |  |  |  |  |  |  |  |  |  |
|  |  |                              |                              |                              |                              |                              |                              |  |  |  |  |                              |                              |                              |                              |                              |                              |                                        |                             |                             |                             | Tar-Telemmaitë S.E. 2136-2536 |                           |                           |                           |                           |                           |                            |                            |                            |                            |                            |                            |                     |                     |                     |                     |  |  |  |  |  |  |  |  |  |  |  |  |  |  |  |  |  |  |  |  |  |  |  |  |  |  |  |  |  |  |  |  |  |  |  |  |  |  |  |  |  |  |
|  |  |                              |                              |                              |                              |                              |                              |  |  |  |  |                              |                              |                              |                              |                              |                              |                                        |                             |                             |                             |                               |                           |                           |                           |                           |                           |                            |                            |                            |                            |                            |                            |                     |                     |                     |                     |  |  |  |  |  |  |  |  |  |  |  |  |  |  |  |  |  |  |  |  |  |  |  |  |  |  |  |  |  |  |  |  |  |  |  |  |  |  |  |  |  |  |
|  |  |                              |                              |                              |                              |                              |                              |  |  |  |  |                              |                              |                              |                              |                              |                              |                                        |                             |                             |                             | Tar-Vanimeldë S.E. 2277-2637  |                           |                           |                           |                           |                           |                            |                            |                            |                            |                            |                            |                     |                     |                     |                     |  |  |  |  |  |  |  |  |  |  |  |  |  |  |  |  |  |  |  |  |  |  |  |  |  |  |  |  |  |  |  |  |  |  |  |  |  |  |  |  |  |  |
|  |  |                              |                              |                              |                              |                              |                              |  |  |  |  |                              |                              |                              |                              |                              |                              |                                        |                             |                             |                             |                               |                           |                           |                           |                           |                           |                            |                            |                            |                            |                            |                            |                     |                     |                     |                     |  |  |  |  |  |  |  |  |  |  |  |  |  |  |  |  |  |  |  |  |  |  |  |  |  |  |  |  |  |  |  |  |  |  |  |  |  |  |  |  |  |  |
|  |  |                              |                              |                              |                              |                              |                              |  |  |  |  |                              |                              |                              |                              |                              |                              |                                        |                             |                             |                             | Tar-Alcarin S.E. 2406-2737    |                           |                           |                           |                           |                           |                            |                            |                            |                            |                            |                            |                     |                     |                     |                     |  |  |  |  |  |  |  |  |  |  |  |  |  |  |  |  |  |  |  |  |  |  |  |  |  |  |  |  |  |  |  |  |  |  |  |  |  |  |  |  |  |  |
|  |  |                              |                              |                              |                              |                              |                              |  |  |  |  |                              |                              |                              |                              |                              |                              |                                        |                             |                             |                             |                               |                           |                           |                           |                           |                           |                            |                            |                            |                            |                            |                            |                     |                     |                     |                     |  |  |  |  |  |  |  |  |  |  |  |  |  |  |  |  |  |  |  |  |  |  |  |  |  |  |  |  |  |  |  |  |  |  |  |  |  |  |  |  |  |  |
|  |  |                              |                              |                              |                              |                              |                              |  |  |  |  |                              |                              |                              |                              |                              |                              |                                        |                             |                             |                             | Tar-Calmacil S.E. 2516-2825   |                           |                           |                           |                           |                           |                            |                            |                            |                            |                            |                            |                     |                     |                     |                     |  |  |  |  |  |  |  |  |  |  |  |  |  |  |  |  |  |  |  |  |  |  |  |  |  |  |  |  |  |  |  |  |  |  |  |  |  |  |  |  |  |  |
|  |  |                              |                              |                              |                              |                              |                              |  |  |  |  |                              |                              |                              |                              |                              |                              |                                        |                             |                             |                             |                               |                           |                           |                           |                           |                           |                            |                            |                            |                            |                            |                            |                     |                     |                     |                     |  |  |  |  |  |  |  |  |  |  |  |  |  |  |  |  |  |  |  |  |  |  |  |  |  |  |  |  |  |  |  |  |  |  |  |  |  |  |  |  |  |  |
|  |  |                              |                              |                              |                              |                              |                              |  |  |  |  |                              |                              |                              |                              |                              |                              |                                        |                             |                             |                             | Tar-Ardamin S.E. 2618-2899    |                           |                           |                           |                           |                           |                            |                            |                            |                            |                            |                            |                     |                     |                     |                     |  |  |  |  |  |  |  |  |  |  |  |  |  |  |  |  |  |  |  |  |  |  |  |  |  |  |  |  |  |  |  |  |  |  |  |  |  |  |  |  |  |  |
|  |  |                              |                              |                              |                              |                              |                              |  |  |  |  |                              |                              |                              |                              |                              |                              |                                        |                             |                             |                             |                               |                           |                           |                           |                           |                           |                            |                            |                            |                            |                            |                            |                     |                     |                     |                     |  |  |  |  |  |  |  |  |  |  |  |  |  |  |  |  |  |  |  |  |  |  |  |  |  |  |  |  |  |  |  |  |  |  |  |  |  |  |  |  |  |  |
|  |  |                              |                              |                              |                              |                              |                              |  |  |  |  |                              |                              |                              |                              |                              |                              |                                        |                             |                             |                             | Ar-Adûnakhôr S.E. 2709-2962   |                           |                           |                           |                           |                           |                            |                            |                            |                            |                            |                            |                     |                     |                     |                     |  |  |  |  |  |  |  |  |  |  |  |  |  |  |  |  |  |  |  |  |  |  |  |  |  |  |  |  |  |  |  |  |  |  |  |  |  |  |  |  |  |  |
|  |  |                              |                              |                              |                              |                              |                              |  |  |  |  |                              |                              |                              |                              |                              |                              |                                        |                             |                             |                             |                               |                           |                           |                           |                           |                           |                            |                            |                            |                            |                            |                            |                     |                     |                     |                     |  |  |  |  |  |  |  |  |  |  |  |  |  |  |  |  |  |  |  |  |  |  |  |  |  |  |  |  |  |  |  |  |  |  |  |  |  |  |  |  |  |  |
|  |  |                              |                              |                              |                              |                              |                              |  |  |  |  |                              |                              |                              |                              |                              |                              |                                        |                             |                             |                             | Ar-Zimrathôn S.E. 2798-3033   |                           |                           |                           |                           |                           |                            |                            |                            |                            |                            |                            |                     |                     |                     |                     |  |  |  |  |  |  |  |  |  |  |  |  |  |  |  |  |  |  |  |  |  |  |  |  |  |  |  |  |  |  |  |  |  |  |  |  |  |  |  |  |  |  |
|  |  |                              |                              |                              |                              |                              |                              |  |  |  |  |                              |                              |                              |                              |                              |                              |                                        |                             |                             |                             |                               |                           |                           |                           |                           |                           |                            |                            |                            |                            |                            |                            |                     |                     |                     |                     |  |  |  |  |  |  |  |  |  |  |  |  |  |  |  |  |  |  |  |  |  |  |  |  |  |  |  |  |  |  |  |  |  |  |  |  |  |  |  |  |  |  |
|  |  |                              |                              |                              |                              |                              |                              |  |  |  |  |                              |                              |                              |                              |                              |                              |                                        |                             |                             |                             | Ar-Sakalthôr S.E. 2876-3102   |                           |                           |                           |                           |                           |                            |                            |                            |                            |                            |                            |                     |                     |                     |                     |  |  |  |  |  |  |  |  |  |  |  |  |  |  |  |  |  |  |  |  |  |  |  |  |  |  |  |  |  |  |  |  |  |  |  |  |  |  |  |  |  |  |
|  |  |                              |                              |                              |                              |                              |                              |  |  |  |  |                              |                              |                              |                              |                              |                              |                                        |                             |                             |                             |                               |                           |                           |                           |                           |                           |                            |                            |                            |                            |                            |                            |                     |                     |                     |                     |  |  |  |  |  |  |  |  |  |  |  |  |  |  |  |  |  |  |  |  |  |  |  |  |  |  |  |  |  |  |  |  |  |  |  |  |  |  |  |  |  |  |
|  |  |                              |                              |                              |                              |                              |                              |  |  |  |  |                              |                              |                              |                              |                              |                              |                                        |                             |                             |                             | Ar-Gimilzôr S.E. 2960-3177    |                           |                           |                           |                           |                           |                            |                            |                            |                            |                            |                            |                     |                     |                     |                     |  |  |  |  |  |  |  |  |  |  |  |  |  |  |  |  |  |  |  |  |  |  |  |  |  |  |  |  |  |  |  |  |  |  |  |  |  |  |  |  |  |  |
|  |  |                              |                              |                              |                              |                              |                              |  |  |  |  |                              |                              |                              |                              |                              |                              |                                        |                             |                             |                             |                               |                           |                           |                           |                           |                           |                            |                            |                            |                            |                            |                            |                     |                     |                     |                     |  |  |  |  |  |  |  |  |  |  |  |  |  |  |  |  |  |  |  |  |  |  |  |  |  |  |  |  |  |  |  |  |  |  |  |  |  |  |  |  |  |  |
|  |  |                              |                              |                              |                              |                              |                              |  |  |  |  |                              |                              |                              |                              |                              |                              |                                        |                             |                             |                             |                               |                           |                           |                           |                           |                           |                            |                            |                            |                            |                            |                            |                     |                     |                     |                     |  |  |  |  |  |  |  |  |  |  |  |  |  |  |  |  |  |  |  |  |  |  |  |  |  |  |  |  |  |  |  |  |  |  |  |  |  |  |  |  |  |  |
|  |  |                              |                              |                              |                              |                              |                              |  |  |  |  |                              |                              |                              |                              | Tar-Palantir S.E. 3035-3255  | Tar-Palantir S.E. 3035-3255  | Tar-Palantir S.E. 3035-3255            | Tar-Palantir S.E. 3035-3255 | Tar-Palantir S.E. 3035-3255 | Tar-Palantir S.E. 3035-3255 |                               |                           |                           |                           |                           |                           | Gimilkhâd                  | Gimilkhâd                  | Gimilkhâd                  | Gimilkhâd                  | Gimilkhâd                  | Gimilkhâd                  |                     |                     |                     |                     |  |  |  |  |  |  |  |  |  |  |  |  |  |  |  |  |  |  |  |  |  |  |  |  |  |  |  |  |  |  |  |  |  |  |  |  |  |  |  |  |  |  |
|  |  |                              |                              |                              |                              |                              |                              |  |  |  |  |                              |                              |                              |                              | Tar-Palantir S.E. 3035-3255  | Tar-Palantir S.E. 3035-3255  | Tar-Palantir S.E. 3035-3255            | Tar-Palantir S.E. 3035-3255 | Tar-Palantir S.E. 3035-3255 | Tar-Palantir S.E. 3035-3255 |                               |                           |                           |                           |                           |                           | Gimilkhâd                  | Gimilkhâd                  | Gimilkhâd                  | Gimilkhâd                  | Gimilkhâd                  | Gimilkhâd                  |                     |                     |                     |                     |  |  |  |  |  |  |  |  |  |  |  |  |  |  |  |  |  |  |  |  |  |  |  |  |  |  |  |  |  |  |  |  |  |  |  |  |  |  |  |  |  |  |
|  |  |                              |                              |                              |                              |                              |                              |  |  |  |  |                              |                              |                              |                              | Tar-Míriel S.E. 3117-3319    | Tar-Míriel S.E. 3117-3319    | Tar-Míriel S.E. 3117-3319              | Tar-Míriel S.E. 3117-3319   | Tar-Míriel S.E. 3117-3319   | Tar-Míriel S.E. 3117-3319   |                               |                           |                           |                           |                           |                           | Ar-Pharazôn S.E. 3118-3319 | Ar-Pharazôn S.E. 3118-3319 | Ar-Pharazôn S.E. 3118-3319 | Ar-Pharazôn S.E. 3118-3319 | Ar-Pharazôn S.E. 3118-3319 | Ar-Pharazôn S.E. 3118-3319 |                     |                     |                     |                     |  |  |  |  |  |  |  |  |  |  |  |  |  |  |  |  |  |  |  |  |  |  |  |  |  |  |  |  |  |  |  |  |  |  |  |  |  |  |  |  |  |  |
|  |  |                              |                              |                              |                              |                              |                              |  |  |  |  |                              |                              |                              |                              | Tar-Míriel S.E. 3117-3319    | Tar-Míriel S.E. 3117-3319    | Tar-Míriel S.E. 3117-3319              | Tar-Míriel S.E. 3117-3319   | Tar-Míriel S.E. 3117-3319   | Tar-Míriel S.E. 3117-3319   |                               |                           |                           |                           |                           |                           | Ar-Pharazôn S.E. 3118-3319 | Ar-Pharazôn S.E. 3118-3319 | Ar-Pharazôn S.E. 3118-3319 | Ar-Pharazôn S.E. 3118-3319 | Ar-Pharazôn S.E. 3118-3319 | Ar-Pharazôn S.E. 3118-3319 |                     |                     |                     |                     |  |  |  |  |  |  |  |  |  |  |  |  |  |  |  |  |  |  |  |  |  |  |  |  |  |  |  |  |  |  |  |  |  |  |  |  |  |  |  |  |  |  |